# Nupedia
|  | Aquest article tracta sobre una enciclopèdia. Vegeu-ne altres significats a «Pegoplata». |

Nupedia va ser un projecte d'enciclopèdia en línia. Jimmy Wales la va començar a fundar durant l'octubre de 1999 i va ser llançada el 9 de març del 2000, Larry Sanger era el cap dels editors i estava subscrita per Bomis.
Nupedia era una enciclopèdia on solament els editors amb permís podien escriure els articles; per això tenia un avanç molt lent. Volien que diferents acadèmics oferissin els continguts pel lloc web de manera voluntària i gratuïta. Finalment, Nupedia va ser tancada el 26 de setembre de 2003, amb un total de 25 articles correctament revisats, els quals van ser introduïts a Wikipedia.

## Història
Nupedia va ser sempre una enciclopèdia de contingut lliure. Inicialment el projecte usava la seva pròpia llicència, la Nupedia Open Content License. El gener de 2001, Nupedia va canviar la seva llicència a la Llicència de documentació lliure GNU, a petició de Richard Stallman i la Free Software Foundation. No obstant això, Stallman també va començar la GNUPedia al mateix temps, la qual cosa va conduir a preocupacions sobre possible competència entre els projectes. Un problema per als participants de GNUPedia era que, malgrat els usos de Nupedia d'un contingut lliure, el perllongat procés de revisió per parells anava en contra de la cultura i filosofia del moviment de programari lliure.
Durant aquest mateix període, va començar Wikipedia com un projecte paral·lel per permetre col·laboració en articles abans d'entrar en el procés de revisió per parells. Això va atreure interès per ambdós costats, atès que proveïa una estructura menys burocràtica, preferida pels simpatitzants de GNUPedia. Com a resultat, mai es va desenvolupar realment i l'amenaça de competència entre els projectes va quedar anul·lada. Com que Wikipedia va créixer i va atreure col·laboradors, va desenvolupar ràpidament una vida pròpia i va començar a funcionar majorment amb independència de Nupedia, encara que Sanger inicialment va dirigir l'activitat en Wikipedia per la seva posició com a editor en cap de Nupedia.
A part de conduir a la interrupció del projecte Nupedia, Wikipedia també va conduir al fracàs gradual de Nupedia. A causa del col·lapse de l'economia d'internet en aquests temps, Jimmy Wales va decidir interrompre el finançament per a un editor en cap pagat al desembre de 2000, i un temps després Sanger va renunciar al seu càrrec en els dos projectes. Mentre que Nupedia s'apropava a la inactivitat, la idea de convertir en una versió estable de Wikipedia ocasionalment va rebrotar, però mai va ser implementada. El lloc web de Nupedia, http://www.nupedia.com/ Arxivat 2001-01-18 a Wayback Machine., es va tancar el 26 de setembre del 2003, però algunes pàgines estaven encara disponibles a http://nupedia.8media.org/ Arxivat 2008-05-19 a Wayback Machine.. El contingut limitat de Nupedia ha estat integrat en Wikipedia.